# Dan Reed

Logo Dan Reed

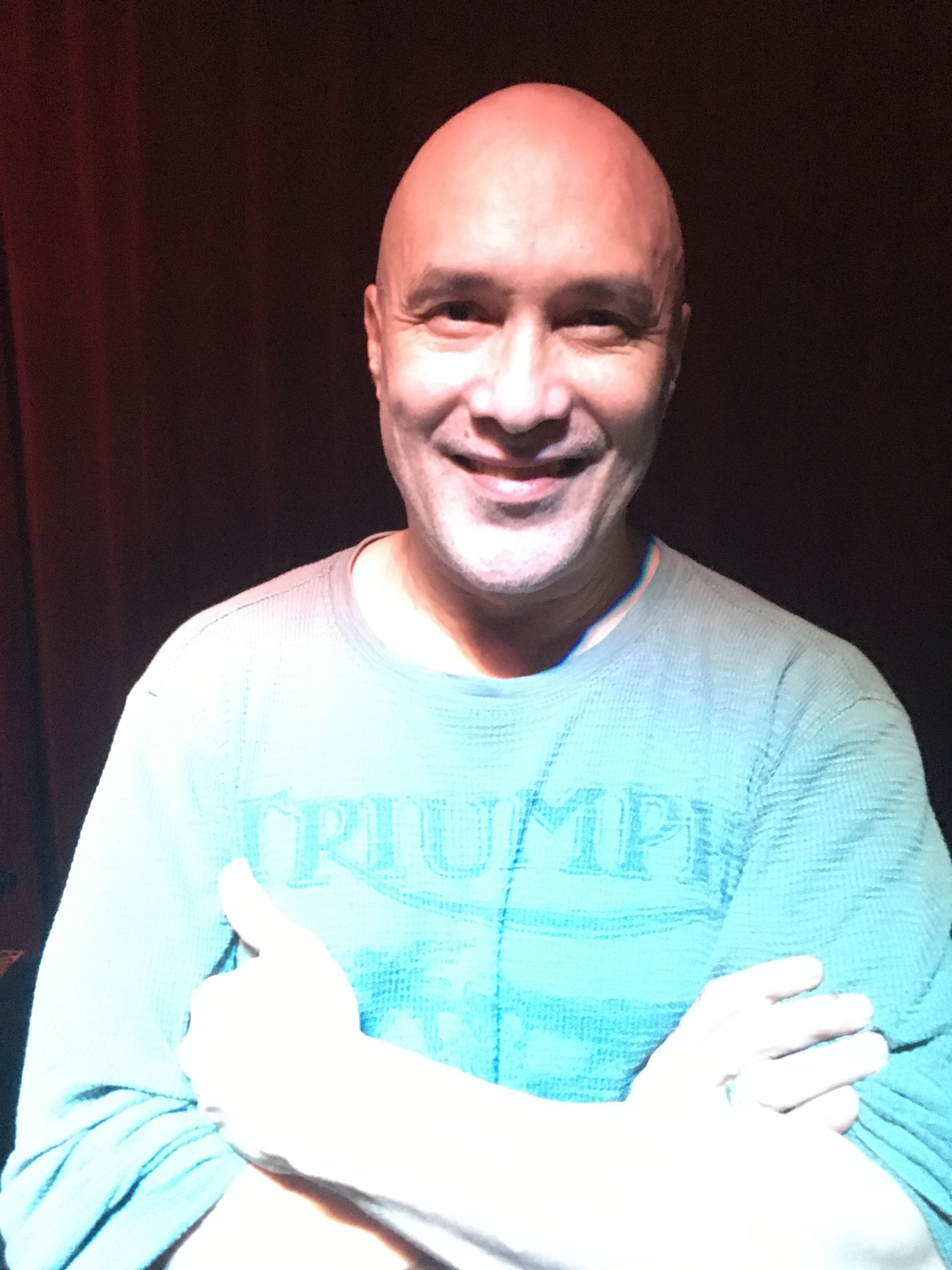
Dan Reed nach einem Konzert in Hamburg, 3. Dezember 2019

Daniel Edward Reed (* 17. Februar 1963 in Portland, Oregon) ist ein US-amerikanischer Musiker und Schauspieler. In Europa, vor allem in Skandinavien und Großbritannien, ist er durch seine Arbeit mit der nach ihm benannten Band Dan Reed Network bekannt.

## Biographie
Nachdem seine Mutter den Besitzer einer Ranch in South Dakota kennengelernt und geheiratet hatte, verbrachte Dan Reed seine Jugend als Einzelkind auf der Ranch. Er hörte Musik von den Doobie Brothers, KISS, Cheap Trick und Van Halen, spielte Trompete in der Schulband seiner High School und beschäftigte sich mit Shōtōkan-Karate, bis er sich mit einem japanischen Austauschschüler namens Tsutomu Oki anfreundete, der ihm das Gitarrespielen beibrachte. Auf diesem Weg entdeckte Reed die Welt des Songschreibens, zog nach seinem Abschluss zurück nach Portland und spielte in verschiedenen Bands, um sich auszuprobieren.
Im Dezember 1985 begann dann seine Karriere mit Dan Reed Network. In der nach ihm benannten Gruppe, zu der neben Dan Reed auch Schlagzeuger Dan Pred, Keyboarder Blake Sakamoto, Bassist Melvin Brannon II und der Gitarrist Brion James gehörten, übernahm er Gitarre und Gesang. Die Band erarbeitete sich im Verlauf der kommenden zwei Jahre eine große Fanbasis in Portland und Umgebung und erhielt 1987 einen Vertrag mit PolyGram Records, bei der auch Def Leppard, Bon Jovi, Tears for Fears und KISS unter Vertrag standen. Zwischen 1988 und 1992 veröffentlichte die Gruppe drei sehr erfolgreiche und von Kritikern hoch gelobte Alben, es reichte jedoch nie zur „ersten Liga“ im Musikbusiness.
Trotzdem lernte die Band die Welt kennen und wurde wiederholt als Support für namhafte Gruppen wie Run DMC, Bon Jovi, UB40 und David Bowie gebucht. 1991 wurde Dan Reed Network als Support für die Urban Jungle/Steel Wheels-Tour der Rolling Stones in Europa verpflichtet. Etwa zu dieser Zeit nutzte Dan Reed das Angebot des SPIN Magazine, mit Bob Guccione Jr. nach Indien zu reisen und ein Interview mit dem Dalai Lama zu führen. Diese Reise beeindruckte Dan Reed nachhaltig, und er dachte darüber nach, was das Leben ihm neben der Musik noch bieten könnte. Das Album The Heat wurde die letzte Veröffentlichung von Dan Reed Network, und obwohl die Band nie offiziell ihr Ende beschloss, hat es danach bis Dezember 2012 keine weiteren Auftritte mehr gegeben.
Dan Reed gründete eine kleine Plattenfirma in Portland, um lokalen Bands aus dem Nordwesten der USA eine Plattform zu bieten, gleichzeitig nahm er Schauspielunterricht. Hypedreamz, seine Plattenfirma, veröffentlichte vier Alben, die alle von Dan Reed produziert wurden. Er gehörte zur Besetzung einiger Stücke und Film- und Fernsehprojekte, was ihn dazu motivierte, auch selber zu schreiben. Dieser Idee entstammte das Script zu Zigzag. Der Film wurde 1997 von einer Produktionsfirma aus Portland gedreht, Dan Reed spielte darin die Hauptrolle.
1999 kaufte sich Dan Reed in den Blues- und Rockclub Key Largo (31 NW 1st Ave) in Portland ein, in dem Dan Reed Network in ihrer Anfangszeit regelmäßig aufgetreten und von Bill Graham entdeckt worden waren. Als klar wurde, dass die Electro-Szene sich in Lagerhäusern traf und auf besondere Veranstaltungen und Partys im Freien angewiesen war, um zu feiern und zu tanzen, sah Reed die Möglichkeit, das Key Largo in einen „Hybridclub“ umzuwandeln, in dem von 21 Uhr bis Mitternacht Livebands spielen und von 0 Uhr bis 4 Uhr DJs die Möglichkeit haben würden, sich auszutoben. Unter dem neuen Namen OHM Nightclub wurde der Club ein Anziehungspunkt für alle, die neue elektronische Musik mochten, aber auch für jene, welche die klassischen Rockbands spielen hören wollten.
2004 kehrte Dan Reed dem Nachtclub den Rücken, nachdem sein Vater, Thomas Reed, an Krebs gestorben war. Er reiste erneut nach Indien, lebte als Gast bei tibetischen Mönchen und reiste durch das Land. Er traf dort einige israelische Musiker und entschloss sich 2006, nach Jerusalem zu ziehen. Nachdem er dort einige Zeit gelebt und gearbeitet, vor allem aber musiziert hatte, kehrte Dan Reed zunächst nach Portland zurück, um eine neue CD fertigzustellen. 2007 produzierten und veröffentlichten Chris Lausmann und Michael Voss aus Deutschland den Sampler „Voices of Rock MMVII“, auf dem bekannte Sänger aus dem Rockbusiness Titel sangen, die Lausmann und Voss für sie geschrieben hatten. Dan Reed sang auf dem Album den Titel Over And Done.
Dan Reed lebt heute in Prag. Im April 2010 erschien eine DVD, die Dan Reed mit Rob Daiker im Studio zeigt. Gemeinsam stellen sie Songs vom kommenden Album vor, Dan Reed berichtet dabei über die Entstehung der einzelnen Titel. Die DVD wurde vom Dan Reed-Network-Weggefährten Dan Pred gefilmt, geschnitten und produziert.
Am 21. Mai 2010 erschien Dan Reeds Album, Coming Up For Air auf Zero One Music, sein erstes eigenes musikalisches Lebenszeichen seit Veröffentlichung der EP Sharp Turn (2004). Im Mai und Juni 2010 stellte Dan Reed das Album auf einer Club-Tour in Großbritannien, Schweden und Finnland vor. Als Tour-Band unterstützten ihn dabei Rob Daiker (Gitarre/Gesang), Tommy Denander (Gitarre), Robert Ikiz (Schlagzeug & Perkussion), Brooke Lizotte (Keyboards) und Bengan Jonasson (Bass).
Im November 2010 veröffentlichte Dan Reed das Schwarz-Weiß-Video Live at Last! seiner ehemaligen Band Dan Reed Network erneut, diesmal auf DVD. Zusätzlich zur ursprünglichen Fassung gibt es nun einen Audiokommentar von Reed, auf dem er sich zu den einzelnen Songs und den Tourneen der Band äußert; das Bild- und Tonmaterial wurde aufgearbeitet, der Vertrieb erfolgte über Dan Reeds Website.
Am 31. Dezember 2012, trat Reed in Portland (Oregon) gemeinsam mit den anderen Mitgliedern seiner alten Band Dan Reed Network auf, Anlass dafür war das 25-jährige Jubiläum der kommerziell erfolgreichsten Besetzung der Gruppe. Der Auftritt war so erfolgreich, dass Dan Reed Network für Oktober 2013 einen weiteren Auftritt planten, der in Großbritannien stattfinden soll. Weitere Auftritte der Gruppe sollen 2014 folgen.
Reed veröffentlichte sein zweites Soloalbum, Signal Fires, im Februar 2013. Um die Veröffentlichung zu feiern, hatte er über seine Website für den 16. Februar 2013 zu einer Party in den Club Palac Akropolis in Prag eingeladen. Auf dieser Party feierte er außerdem seinen fünfzigsten Geburtstag.
2015 folgte mit Transmission sein drittes Solo-Album innerhalb weniger Jahre. Wie auf den Vorgängeralben, spielte er alle Gitarren und Keyboard-Parts selbst ein.
Am 3. Juni 2016 veröffentlichte Frontiers Records das erste Dan-Reed-Network-Albums seit der Reunion 2012 mit dem Titel Fight Another Day.

## Bands
Dan Reed spielte unter anderem in folgenden Gruppen und Bands:
- Nightwing (1979)
- Nimble Darts (1982–1984)
- Dan Reed Network (1984–1993, 2012-)

## Solo-Projekte
- Adrenaline Sky (1996–1998)
- G-13 (1998–2000)
- Odyssey (2000–2001)
- Dan Reed (2006–heute)

## Veröffentlichungen
mit Dan Reed Network
- Breathless (1986) Nu Vision Records
- Dan Reed Network (1988), Mercury/Polygram Records, 834 309-2
- Slam (1989), Mercury/Polygram Records, 838 868-2
- The Heat (1991), Mercury/Polygram Records, 848 866-2
- Mixin’ It Up: The Best of the Dan Reed Network (1993), Phonogram Records, 514 979-2
- Mixin’ It Up: The Best of the Dan Reed Network (1993), Phonogram Music Video
- Live at Last! Halfway Around the World (1997), Video Media DRNCD1,2
- The Collection (2002) Spectrum/Polygram
- Dan Reed Network: Live at Last 1991 (DVD, 2010), Direktvertrieb* Anthology, 2014, Pledge Music
- Fight Another Day, 2016, Frontiers Records
- Origins, 2019, AOR Heaven/Soulfood[6]

Soloveröffentlichungen
- Adrenaline Sky (1998), Videomedia DRAS-001
- Sharp Turn, EP (2004), Universal Music Group (war nur als Download verfügbar)
- An Evening With Dan Reed (2009), Townsend Records
- Studio Sessions, DVD, (2010), Zero One Music
- Coming Up for Air (2010), Zero One Music
- Signal Fire (2013)
- Transmission (2015)

Einzelne Songs auf Compilations
- Welcome to The Real Life (Soundtrack „Excessive Force“, 1993)
- Burn With Me (Soundtrack „Excessive Force“, 1993)
- Over and Done (Voices of Rock MMVII, 2007, AOR Heaven 00030)

## Filme
- Lake Consequence, 1993, US-TV. Deutscher Titel: Todsünde
- Under Suspicion, 1996, TV-Serie. Deutscher Titel: Unter Verdacht (Gastrolle)
- Zigzag, 1997 (als Autor, Produzent und Hauptdarsteller)